# M就是兇手 (1951年電影)
《M就是凶手》是一部1951年美國黑色電影，由約瑟夫·羅西執導，這是弗里茨·朗的1931年德國同名電影的重拍版。這個版本將情節從柏林轉移到洛杉磯，並將殺手的名字從Hans Beckert改為Martin W. Harrow。兩個電影版本都是由Seymour Nebenzal監製的，他的兒子Harold是1951年版本的副監製。

## 劇情
Martin W. Harrow（大衛·韋恩 飾演）是一個謀殺兒童成性兇手，他被追蹤到，並在洛杉磯被犯罪地下社會受審。集團首領Marshall（Martin Gabel 飾演）組織他的壞蛋手下，以便將「M」繩之以法，因此與警察保持距離。由於「M」被他的「對手」判有罪，並被判處死刑，所以他為自己性命而做了一個激烈的抗辯，解釋他無法從他犯下滔天罪行中制止自己。

## 演員
- 大衛·韋恩 飾演 Martin W. Harrow
- 霍華德·達·席爾瓦（英语：Howard Da Silva） 飾演 Inspector Carney
- Martin Gabel 飾演 Charlie Marshall
- 路德·阿德勒（英语：Luther Adler） 飾演 Dan Langley
- 史蒂夫·布羅迪（英语：Steve Brodie (actor)） 飾演 Lt. Becker
- 雷蒙·伯爾（英语：Raymond Burr） 飾演 Pottsy
- 格倫·安德斯（英语：Glenn Anders） 飾演 Riggert
- 諾曼·洛依德（英语：Norman Lloyd） 飾演 Sutro
- Walter Burke（英语：Walter Burke） 飾演 MacMahan
- 吉姆·巴科斯（英语：Jim Backus） 飾演 The Mayor

## 外部連結
- 美国电影学会目录上的《M》（英文）
- 互联网电影数据库（IMDb）上《M》的资料（英文）
- TCM电影资料库上《M》的资料（英文）
- AllMovie上《M》的资料（英文）
- M informational site and DVD review at DVD Beaver (includes images)
- YouTube上的M film clip

]